# Fritz Adler (Fabrikant)
Fritz Adler (* 8. September 1888 in Brückenau als Friedrich Adler; † Februar 1965) war ein deutschjüdischer Fabrikant und ein Arisierungs-Opfer.

## Leben
Der Fabrikant Fritz Adler war zusammen mit seinem Bruder Lothar und dem Cousin Walter Neumann Besitzer der Schuhfabrik J. & C.A. Schneider (JCAS). Sie war 1911 von Ludwig und Lothar Adler erworben worden. Als Ludwig Adler verstarb, trat Fritz Adler in die Firma ein. In den 1920er und 1930er Jahren war JCAS einer der größten Hersteller von Schuhen in Europa und auch ein wichtiger Sponsor im deutschen und internationalen Fußball. JCAS war maßgeblich daran beteiligt, dass Eintracht Frankfurt Ende der 1920er-Jahre in den Kreis der deutschen Spitzenmannschaften aufstieg.
Walter Neumann flüchtete bereits 1935 vor den Nationalsozialisten nach Amsterdam. Fritz Adler wurde in der Reichspogromnacht verhaftet und in das KZ Buchenwald verschleppt. Ihm wurde gedroht, dass er nur bei einem Verkauf mit einer Entlassung aus dem KZ rechnen könne. Zermürbt unterzeichneten die Inhaber nach wenigen Wochen vor dem Frankfurter Notar Kurt Wirth den Verkaufsvertrag.
Fritz und Lothar Adler flohen in die USA und ließen sich in New York City nieder. Es gelang ihnen, nach dem Krieg eine Wiedergutmachungszahlung einzuklagen und auch das Unternehmen J. & C.A. Schneider zurückzuerhalten. Sie konnten jedoch nicht mehr an den alten wirtschaftlichen Erfolg anknüpfen. Fritz und Lothar Adler kehrten nicht mehr nach Deutschland zurück.